# Jean-Jacques Rapin

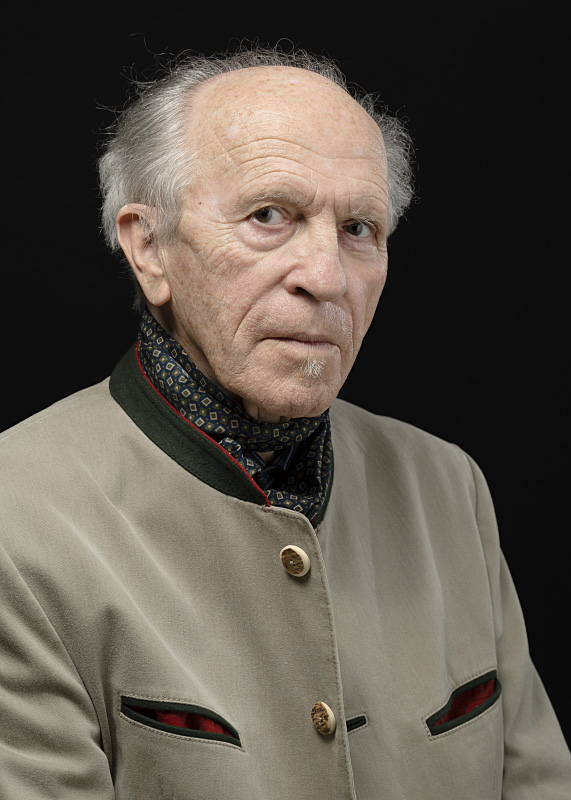
Jean-Jacques Rapin (2015)

Jean-Jacques Rapin (* 19. September 1932 in Vevey; † Juli 2015) war ein Schweizer Musikpädagoge und Direktor des Conservatoire de Lausanne. In der Schweizer Armee bekleidete er den Rang eines Oberstleutnants der Artillerie.